# پاتریک اگیمانگ
پاتریک اگیمانگ (انگلیسی: Patrick Agyemang؛ زادهٔ ۲۹ سپتامبر ۱۹۸۰) یک بازیکن فوتبال اهل غنا است. 
از باشگاه‌هایی که در آن بازی کرده‌است می‌توان به باشگاه فوتبال برنتفورد، باشگاه فوتبال جیلینگام، باشگاه فوتبال پورتسموث، باشگاه فوتبال بریستول سیتی، باشگاه فوتبال کویینز پارک رنجرز، باشگاه فوتبال پرستون نورث اند، باشگاه فوتبال ویمبلدون، باشگاه فوتبال میلوال، و باشگاه فوتبال استیونج اشاره کرد.
وی همچنین در تیم ملی فوتبال غنا بازی کرده است.